# 粕淵町
粕淵町（かすぶちまち）は、島根県邑智郡にあった町。現在の邑智郡美郷町の一部にあたる。

## 地理
- 河川：江川[1]

## 歴史
- 1889年（明治22年）4月1日、町村制の施行により、邑智郡粕淵村、久保村、湯抱村、高畑村、野井村が合併して村制施行し、粕淵村が発足[1][2]。
- 1900年（明治33年）粕淵銀行設立[1]。
- 1918年（大正7年）粕淵銀行が松江銀行（現山陰合同銀行）に吸収され松江銀行粕淵支店に改組[1]。
- 1922年（大正11年）1月、粕淵信用購買販売組合設立[1]。
- 1923年（大正12年）出羽川電気会社粕淵発電所建設[1]。
- 1947年（昭和22年）12月28日、町制施行し粕淵町となる[1][2]。
- 1955年（昭和30年）2月1日、邑智郡吾郷村、浜原村、沢谷村、君谷村と合併し、邑智町を新設して廃止された[1][2]。

### 地名の由来
都賀喜彦命が「此の所数々の淵かな」と語り数淵と名付けられたが、後に糟淵と誤って伝えられたため。